# کانال صفر (مجموعه تلویزیونی)
کانال صفر (به انگلیسی: Channel Zero) یک سریال تلویزیونی آمریکایی در ژانر وحشت، فراطبیعی، درام است که توسط نیک آنتوسکا ساخته شده است و در ۴ فصل از شبکه سای‌فای ارائه شده است و هر فصل داستانی جداگانه دارد. این سریال بر اساس داستان‌های ترسناکی که توسط کاربران اینترنتی منتشر می‌شوند ، ساخته شده است.